# Nieuwe Kerk (Delft)

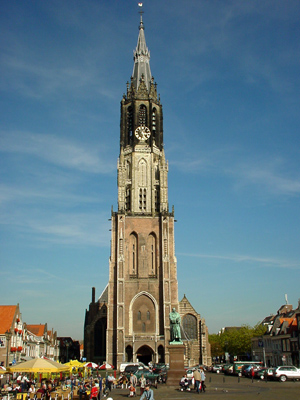
Westturm der Nieuwe Kerk

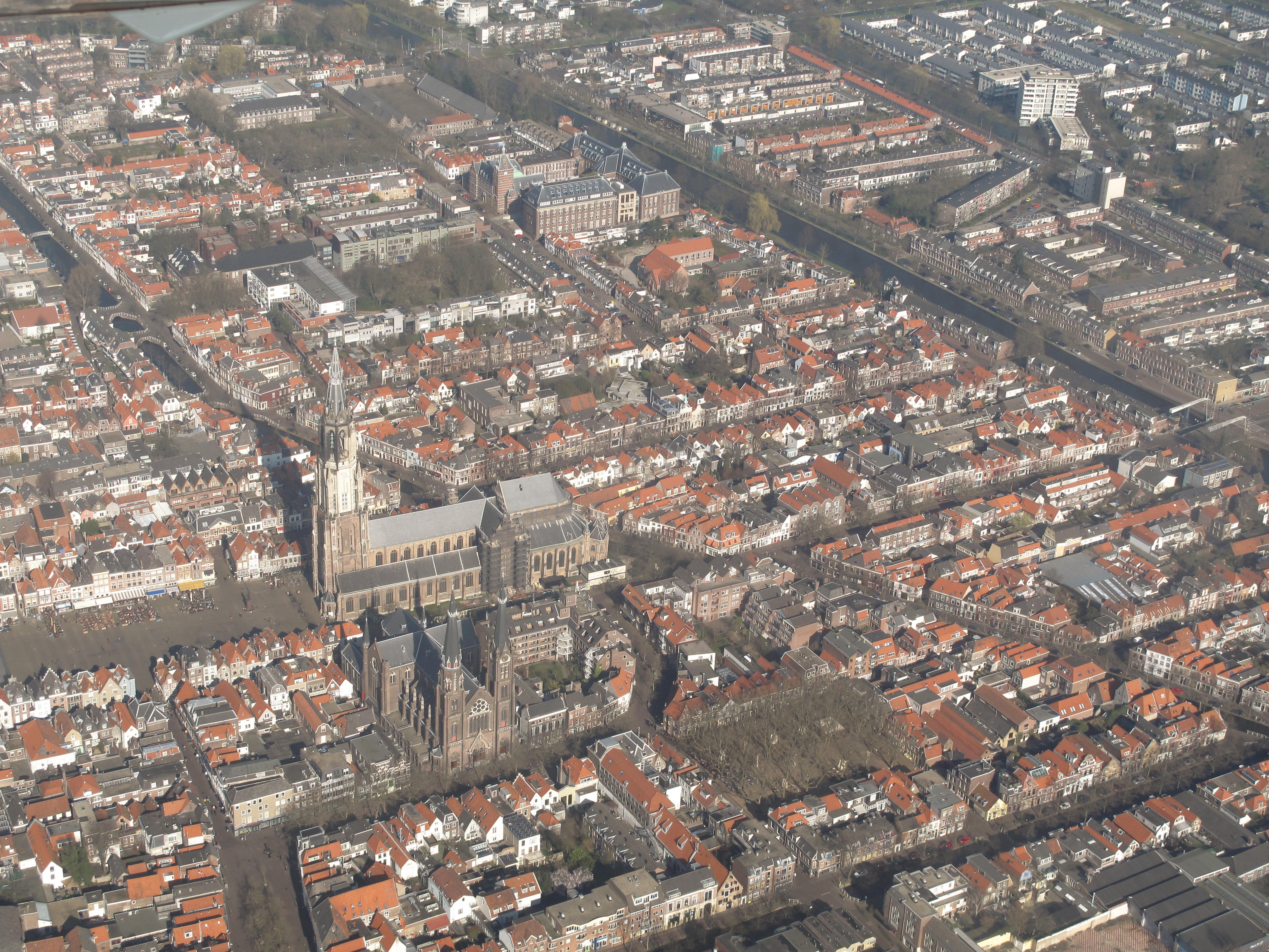
Delft mit der Nieuwe Kerk

Die Nieuwe Kerk (deutsch Neue Kirche) steht am Marktplatz von Delft (Zuid-Holland) gegenüber dem Rathaus. Sie ist eine der größten Kirchen der Niederlande und ein Werk der Backsteingotik. Der Westturm ist mit 109 Metern Höhe der zweithöchste des Landes, seine oberen Geschosse allerdings aus Werkstein. Die Nieuwe Kerk ist die Grabkirche des niederländischen Königshauses; 45 Angehörige der Dynastie sind hier beigesetzt.

## Baugeschichte

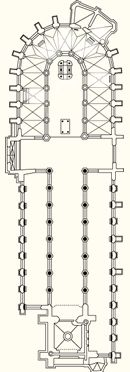
Grundriss

Die Kirche wurde 1351 unter der Herrschaft von Albrecht I. von Bayern, Herzog von Straubing-Holland, gegründet und den Heiligen Maria und Ursula geweiht. Sie war die zweite Pfarrkirche der Stadt nach der heute so genannten Oude Kerk (Alte Kirche) und erhielt deshalb den Namen Nieuwe Kerk. Im Zuge der Reformation ging die Nieuwe Kerk 1572 an die Niederländisch-Reformierte Kirche über.
Die erste Kirche war ein hölzerner Behelfsbau, um den herum ab 1396 eine große spätgotische Basilika errichtet wurde. Nach Fertigstellung des Querschiffs wurde die Holzkirche abgetragen. Mit der Vollendung des Westturms am 6. September 1496 war die Kirche nach genau 100 Jahren Bauzeit fertiggestellt.
Am 3. Mai 1536 verursachte ein Blitzeinschlag im Westturm einen großen Stadtbrand, bei dem die Kirche schwer beschädigt und auch Teile der Stadt vernichtet wurden. Die wiedererrichtete Turmspitze wurde 1872 ebenfalls durch einen Blitzschlag zerstört. Danach entstand die heutige Turmspitze, durch die der Westturm eine Höhe von fast 109 Metern erreicht. In den Niederlanden hat nur der Utrechter Dom einen noch höheren Turm. Die 36 Glocken im Westturm stammen aus dem Jahr 1660.
Das Innere der Kirche ist, wie in calvinistischen Gotteshäusern üblich, schlicht gehalten. Der größte Teil der Einrichtung wurde bei einem Bildersturm 1566 zerstört, die Buntglasfenster beim Stadtbrand 1536, ihre Nachfolger bei der Explosion des Delfter Pulverturms am 12. Oktober 1654. Die heutige dritte Generation bemalter Glasfenster stammen aus den Jahren 1927–1936. Das jüngste Fenster wurde 2006 eingebaut und stammt von der niederländischen Glaskünstlerin Annemiek Punt.

## Ausstattung

### Orgel

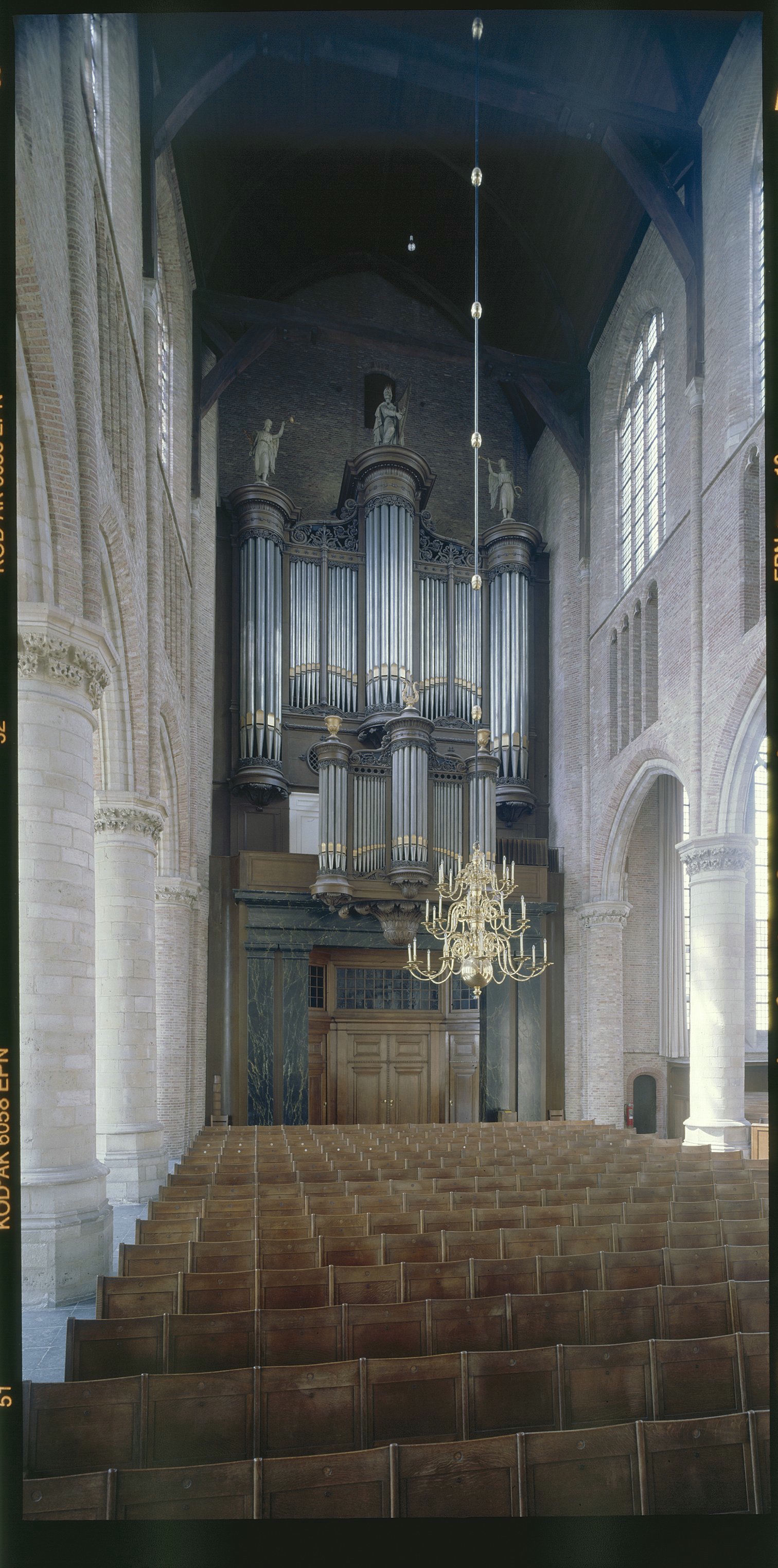
Blick auf die Orgel

Die Orgel wurde 1839 von dem Orgelbauer Jonathan Bätz aus Utrecht erbaut. Das Instrument hat 48 Register auf drei Manualen und Pedal. Die Spiel- und Registertrakturen sind mechanisch.
| Hauptwerk C–f3 |                   |     |
| 01.            | Prestant          | 16′ |
| 02.            | Bourdon           | 16′ |
| 03.            | Octaaf            | 08′ |
| 04.            | Roerfluit         | 08′ |
| 05.            | Octaaf            | 04′ |
| 06.            | Gemshoorn         | 04′ |
| 07.            | Quint             | 03′ |
| 08.            | Octaaf            | 02′ |
| 09.            | Mixtuur IV–VIII 0 |     |
| 10.            | Scherp VI         |     |
| 11.            | Cornet V          | 08′ |
| 12.            | Fagot             | 16′ |
| 13.            | Trompet           | 08′ |
| 14.            | Trompet           | 04′ |

| Oberwerk C–f3 |                |    |
| 15.           | Prestant       | 8′ |
| 16.           | Holpijp        | 8′ |
| 17.           | Viola di Gamba | 8′ |
| 18.           | Quintadeen     | 8′ |
| 19.           | Salicionaal    | 4′ |
| 20.           | Open fluit     | 4′ |
| 21.           | Roerquint      | 3′ |
| 22.           | Woudfluit      | 2′ |
| 23.           | Flageolet      | 1′ |
| 24.           | Trompet        | 8′ |
| 25.           | Vox Humana     | 8′ |
|               | Tremulant      |    |

| Rückpositiv C–f3 |                |    |
| 26.              | Prestant       | 8′ |
| 27.              | Holpijp        | 8′ |
| 28.              | Quintadeen     | 8′ |
| 29.              | Octaaf         | 4′ |
| 30.              | Roerfluit      | 4′ |
| 31.              | Quint          | 3′ |
| 32.              | Octaaf         | 2′ |
| 33.              | Mixtuur IV–VI  |    |
| 34.              | Sexquialter II |    |
| 35.              | Cornet IV      |    |
| 36.              | Trompet        | 8′ |
| 37.              | Dulciaan       | 8′ |
|                  | Tremulant      |    |

| Pedalwerk C–d1 |            |     |
| 38.            | Prestant   | 16′ |
| 39.            | Subbas     | 16′ |
| 40.            | Octaaf     | 08′ |
| 41.            | Fluitbas   | 08′ |
| 42.            | Roerquint  | 06′ |
| 43.            | Octaaf     | 04′ |
| 44.            | Ruispijp V |     |
| 45.            | Bazuin     | 16′ |
| 46.            | Trombone   | 08′ |
| 47.            | Trompet    | 04′ |
| 48.            | Zink       | 02′ |

- Koppeln: II/I, III/I, I/P, III/P

### Glocken
Im Turm der Nieuwe Kerk wurde 1660 ein Glockenspiel mit 36 Glocken (verteilt auf drei Oktaven) installiert Gegossen wurde es von dem Glockengießer Francois Hemony aus Resten eines Glockenspiels des Rathauses. Das Instrument wurde später durch Gebrüder Hemony erweitert.
Das heutige Glockenspiel hat 48 Klangkörper und einen Tonumfang von 4 Oktaven. 20 der historischen Glocken wurden durch Neugüsse ersetzt, die von der Glockengießerei Royal Eijsbouts nach historischem Vorbild geschaffen wurden. Die alten Glocken sind im Turm ausgestellt.

## Grabkirche des Hauses Oranien-Nassau

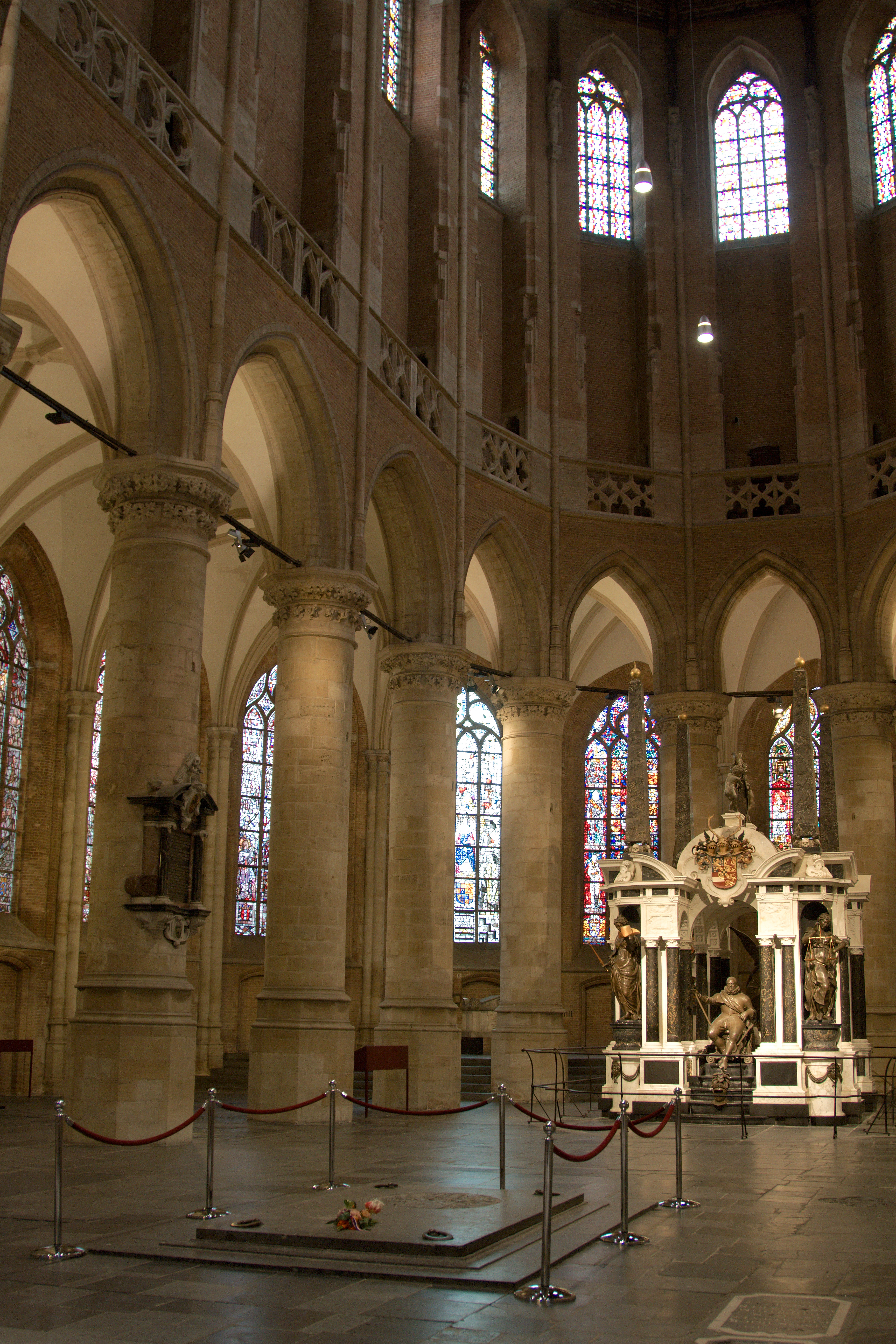
Prunkgrab Wilhelms von Oranien im Chor der Nieuwe Kerk, davor der Zugang zur Gruft des niederländischen Königshauses

Die Neue Kirche wurde durch einen historischen Zufall zur Grablege der Oranier. Prinz Wilhelm von Oranien, der Führer des niederländischen Widerstands gegen die Spanier, hielt sich nur kurz in Delft auf, wurde aber am 10. Juli 1584 im dortigen Prinzenhof ermordet. Die traditionelle Grablege der Oranier in Breda war noch in spanischer Hand, weshalb man den Prinzen in Delft begrub. Da Wilhelm als Gründer der niederländischen Nation gilt und sich die Könige bis heute von ihm herleiten, wurde Delft als Begräbnisstätte des Königshauses beibehalten. Einige Oranier wurden jedoch an anderen Orten bestattet, unter anderen Wilhelms ältester Sohn Philipp Wilhelm (in Diest) und Wilhelm III. von Oranien, der mit seiner Frau Mary als König und Königin von England, Schottland und Irland in der Londoner Westminster Abbey bestattet wurde. Das Grab des direkten Vorfahren der niederländischen und mehrerer anderer Könige, Johann Wilhelm Friso von Nassau-Dietz, befindet sich in der Grote of Jacobijnerkerk in Leeuwarden, da dort die Mitglieder des friesischen Zweigs der Nassauer ab Ende des 16. Jahrhunderts beigesetzt wurden.
Unter dem Prunkmonument Wilhelms stehen im Grabkeller, der alten Krypta neben einigen Kindersärgen die Särge von Wilhelm, seiner letzten Frau, dem gemeinsamen Sohn Friedrich Heinrich und dessen Familie, sowie von Moritz, dessen Prinzentitel er von seinem Halbbruder Wilhelm übernommen hatte. Die Särge der später verstorbenen Oranier befinden sich im neuen Grabkeller. Die jüngsten Beisetzungen fanden 2002 (Prinz Claus) und 2004 (Königin Juliana und Prinz Bernhard) statt.

### Das Mausoleum Wilhelms von Oranien
An prominentester Stelle, zentral im Chorhaupt der Kirche und oberhalb des königlichen Gruftgewölbes befindet sich das Grabmonument für Wilhelm I., den Befreier von spanischer Herrschaft und Gründervater der niederländischen Nation. Es gehört zu den „Top 100 van de Nederlandse Monumenten“, einer Rangliste der staatlichen Denkmalpflege.
Auf Betreiben der Witwe des Prinzen, Louise de Coligny wurde es von 1614 bis 1622 von der Werkstatt des Bildhauers und Baumeisters Hendrick de Keyser aus weißem und schwarzem Marmor aufgerichtet und mit allegorischen Figuren aus Bronze versehen.
Unter dem aus zwei Jochen gebildeten Baldachin der allseitig offenen Halle des Denkmals liegt die Grabfigur aus weißem Marmor, geschaffen von David Hermani aus der Werkstatt Kaysers. Ohne alle Insignien ruht der Tote auf einer schlichten, geflochtenen Matte, ihm zu Füßen schläft ein Hund als Symbol der Treue zum Vaterland.
Eine Bronzestatue des lebenden Kriegshelden an der Front des Monuments zeigt ihn lässig sitzend in Harnisch und mit dem Stab des Befehlshabers.
Im Hintergrund schwebt scheinbar schwerelos über dem Katafalk eine posaunenblasende Fama, die Göttin und Personifikation des Ruhms. Die zwei Tonnen schwere Bronzefigur wird nur von einer minimalen Standfläche unter ihren Zehen gestützt.
Vier weitere weibliche Allegorien aus Bronze rühmen die Eigenschaften und politischen Errungenschaften des Verstorbenen: Unabhängigkeit, Gerechtigkeit, Religionsfreiheit und Stärke.
Das größte und bekannteste Werk Hendrick de Keysers steht am Beginn der niederländischen Barockplastik. In ihm kommt der manieristische Überschwang sowohl in der Architektur als auch in der skulpturalen Kompaktheit trotz aller Bewegung zu statuarischer Festigkeit und Ruhe. Eine Studie für dieses Grabmonument, ein Terracotta-Modell, befindet sich im Amsterdamer Rijksmuseum.

### Bestattete Mitglieder des Königshauses

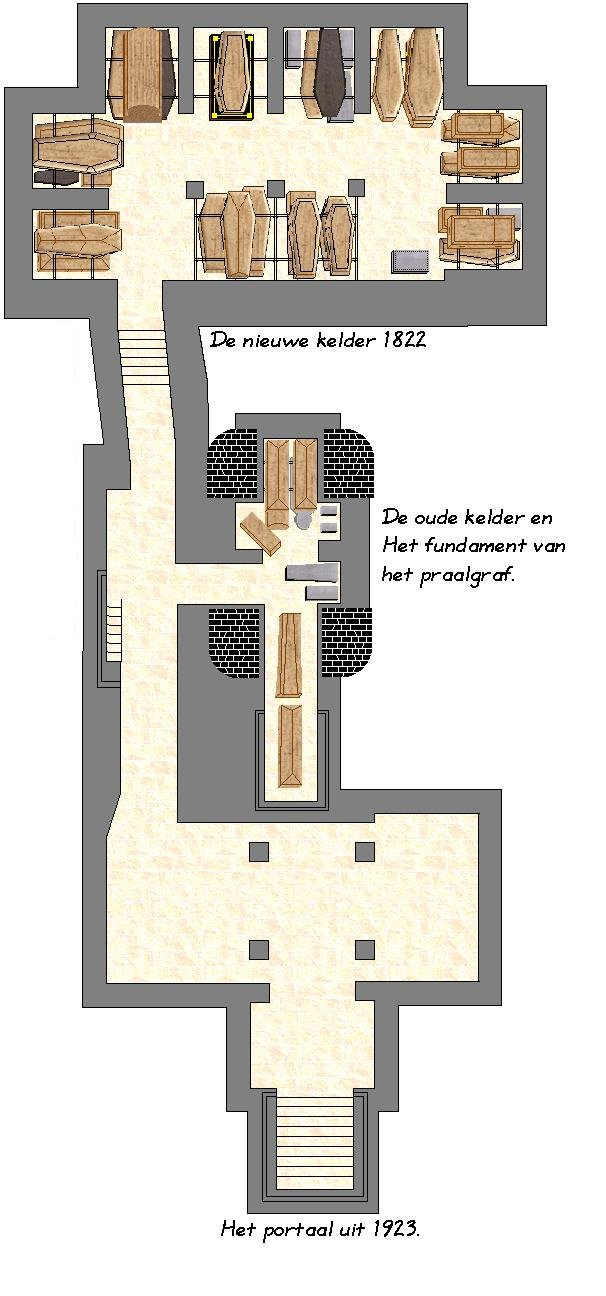
Grundriss des alten und neuen Grabkellers

| Name (Regenten fett gesetzt)                                                            | geboren    | gestorben  | beigesetzt |
| --------------------------------------------------------------------------------------- | ---------- | ---------- | ---------- |
| 1. Prinz Wilhelm von Oranien                                                            | 24.04.1533 | 10.07.1584 | 03.08.1584 |
| 2. Louise de Coligny, vierte Frau von Prinz Wilhelm                                     | 23.09.1555 | 13.11.1620 | 24.05.1621 |
| 3. Ludwig, Prinz von Böhmen, Sohn des Kurfürsten Friedrich V. von der Pfalz             | 1623       | 1623       | unbekannt  |
| 4. Prinz Moritz von Nassau                                                              | 13.11.1567 | 23.04.1625 | 26.09.1625 |
| 5. Henriette Amalia, Tochter von Prinz Frederik Hendrik                                 | 26.10.1628 | ??.12.1628 | unbekannt  |
| 6. Elisabeth von Oranien-Nassau, Tochter von Prinz Friedrich Heinrich                   | 04.08.1630 | 04.08.1630 | 18.08.1630 |
| 7. Heinrich Ludwig, Sohn von Prinz Frederik Hendrik                                     | 30.11.1639 | 29.12.1639 | unbekannt  |
| 8. Isabella Charlotte, Tochter von Prinz Friedrich Heinrich                             | 28.04.1632 | ??.04.1642 | unbekannt  |
| 9. Prinz Friedrich Heinrich                                                             | 29.01.1584 | 14.03.1647 | 10.05.1647 |
| 10. Katharina Belgica, Tochter von Prinz Wilhelm                                        | 31.07.1578 | 12.04.1648 | 05.05.1648 |
| 11. Amalie von Solms-Braunfels, Frau von Prinz Friedrich Heinrich                       | 31.08.1602 | 08.09.1675 | 21.12.1675 |
| 12. Prinz Wilhelm II.                                                                   | 27.05.1626 | 06.11.1650 | 08.03.1651 |
| 13. Totgeborene Tochter von Prinz Wilhelm IV.                                           | 19.12.1736 | 19.12.1736 | 22.12.1736 |
| 14. Prinz Wilhelm IV.                                                                   | 01.09.1711 | 22.10.1751 | 04.02.1752 |
| 15. Anna von Hannover, Frau von Prinz Wilhelm IV.                                       | 02.11.1709 | 12.01.1759 | 23.02.1759 |
| 16. George, Sohn von Karl Christian von Nassau-Weilburg                                 | 18.12.1760 | 27.05.1762 | 01.07.1762 |
| 17. Totgeborene Tochter von Karl Christian, Fürst von Nassau-Weilburg                   | 15.10.1767 | 15.10.1767 | 24.10.1767 |
| 18. Sohn von Prinz Wilhelm V.                                                           | 23.03.1769 | 24.03.1769 | 28.03.1769 |
| 19. Wilhelm Georg Friedrich, Sohn von Prinz Wilhelm V.                                  | 15.02.1774 | 06.01.1799 | 03.07.1896 |
| 20. Wilhelmina Friederika Paulina, Tochter von König Wilhelm I.                         | 01.03.1800 | 22.12.1806 | 07.04.1911 |
| 21. Prinz Wilhelm V.                                                                    | 08.03.1748 | 09.04.1806 | 29.04.1958 |
| 22. Friederike Luise Wilhelmine von Oranien-Nassau, Tochter von Prinz Wilhelm V.        | 28.11.1770 | 15.10.1819 | 28.10.1819 |
| 23. Friederike Sophie Wilhelmine von Preußen, Frau von Prinz Wilhelm V.                 | 07.08.1751 | 09.06.1820 | 27.11.1822 |
| 24. Ernst Casimir, Sohn von König Wilhelm II.                                           | 21.05.1822 | 22.10.1822 | 11.05.1860 |
| 25. Wilhelm Friedrich Karl, Sohn von Prinz Friedrich Wilhelm Karl                       | 06.07.1833 | 01.11.1834 | 05.11.1834 |
| 26. Friederike Louise Wilhelmine von Preußen, Frau von König Wilhelm I.                 | 18.11.1774 | 12.10.1837 | 26.10.1837 |
| 27. König Wilhelm I.                                                                    | 24.08.1772 | 12.12.1843 | 02.01.1844 |
| 28. Frederik, Sohn von Prinz Friedrich Wilhelm Karl                                     | 22.08.1836 | 23.01.1846 | 28.01.1846 |
| 29. Alexander, Sohn von König Wilhelm II.                                               | 02.08.1818 | 20.02.1848 | 21.04.1848 |
| 30. König Wilhelm II.                                                                   | 06.12.1792 | 17.03.1849 | 04.04.1849 |
| 31. Wilhelm Friedrich Moritz Alexander Heinrich Karl, Sohn von König Wilhelm III.       | 15.09.1843 | 04.06.1850 | 10.06.1850 |
| 32. Anna Paulowna, Frau von König Wilhelm II.                                           | 18.01.1795 | 01.03.1865 | 17.03.1865 |
| 33. Louise Augusta Wilhelmina Amalie von Preußen, Frau von Prinz Friedrich Wilhelm Karl | 01.02.1808 | 06.12.1870 | 21.12.1870 |
| 34. Amalia von Sachsen-Weimar-Eisenach, Frau von Prinz Heinrich                         | 20.05.1830 | 01.05.1872 | 17.05.1872 |
| 35. Sophie von Württemberg, Frau von König Wilhelm III.                                 | 17.06.1818 | 03.06.1877 | 20.06.1877 |
| 36. Heinrich, Sohn von König Wilhelm II.                                                | 13.06.1820 | 13.01.1879 | 25.01.1879 |
| 37. Wilhelm Nikolaus Alexander Friedrich Karl Heinrich, Sohn von König Wilhelm III.     | 04.09.1840 | 11.06.1879 | 26.06.1879 |
| 38. Wilhelm Friedrich Karl, Sohn von König Wilhelm I.                                   | 28.02.1797 | 08.09.1881 | 23.09.1881 |
| 39. Wilhelm Alexander Karl Heinrich Friedrich, Sohn von König Wilhelm III.              | 25.08.1851 | 21.06.1884 | 17.07.1884 |
| 40. König Wilhelm III.                                                                  | 19.02.1817 | 23.11.1890 | 04.12.1890 |
| 41. Emma zu Waldeck und Pyrmont, Regentin, Frau von König Wilhelm III.                  | 02.08.1858 | 20.03.1934 | 27.03.1934 |
| 42. Heinrich von Mecklenburg-Schwerin, Mann von Königin Wilhelmina                      | 19.04.1876 | 03.07.1934 | 11.07.1934 |
| 43. Königin Wilhelmina                                                                  | 31.08.1880 | 28.11.1962 | 08.12.1962 |
| 44. Claus von Amsberg, Mann von Königin Beatrix                                         | 06.09.1926 | 06.10.2002 | 15.10.2002 |
| 45. Königin Juliana                                                                     | 30.04.1909 | 20.03.2004 | 30.03.2004 |
| 46. Bernhard zur Lippe-Biesterfeld, Mann von Königin Juliana                            | 29.06.1911 | 01.12.2004 | 11.12.2004 |

### Erweiterung (2022)
Die königliche Krypta wurde 2022 erweitert und Platz für weitere Beisetzungen geschaffen; neben einer Urnenwand wurden Nischen geschaffen, in denen die Särge von 24 Personen untergebracht werden können.
Zu diesem Zweck wurde ein Teil des Bodens des südlichen Chors der Kirche ausgehoben; die Ausgrabungen wurden wissenschaftlich begleitet, dabei wurden über 500 Gräber entdeckt. Anschließend wurde ein neuer Raum aus Beton mit verputzen Wänden geschaffen und ein Durchgang zur Vorhalle von 1925 angelegt. Außerdem erhielt die Krypta einen neuen Nebeneingang, der direkt zur neuen Gruft führt. Abschließend wurde über den neuen Räumen der ursprüngliche Kirchenboden wiederhergestellt.